# Marantochloa purpurea
Marantochloa purpurea är en strimbladsväxtart som först beskrevs av Henry Nicholas Ridley, och fick sitt nu gällande namn av Milne-redh. Marantochloa purpurea ingår i släktet Marantochloa och familjen strimbladsväxter. Inga underarter finns listade.